# Patrick Hogan (homme politique)
 (février 2020).
Pour les articles homonymes, voir Patrick Hogan.
Patrick Damien Hogan, né le 10 octobre 1885 et mort le 24 janvier 1969, est une personnalité politique irlandaise du Labour Party. Il a notamment été Ceann Comhairle (président) du Dáil Éireann (chambre basse du parlement) de 1951 à 1967 et Leas-Cheann Comhairle (vice-président) du Dáil Éireann de 1927 à 1928. Il a servi en tant que Teachta Dála (député) pour la circonscription de Clare de 1923 à 1938 et de 1943 à 1969. Il est sénateur du panel du travail de 1938 à 1943.